# Étienne Chauvin

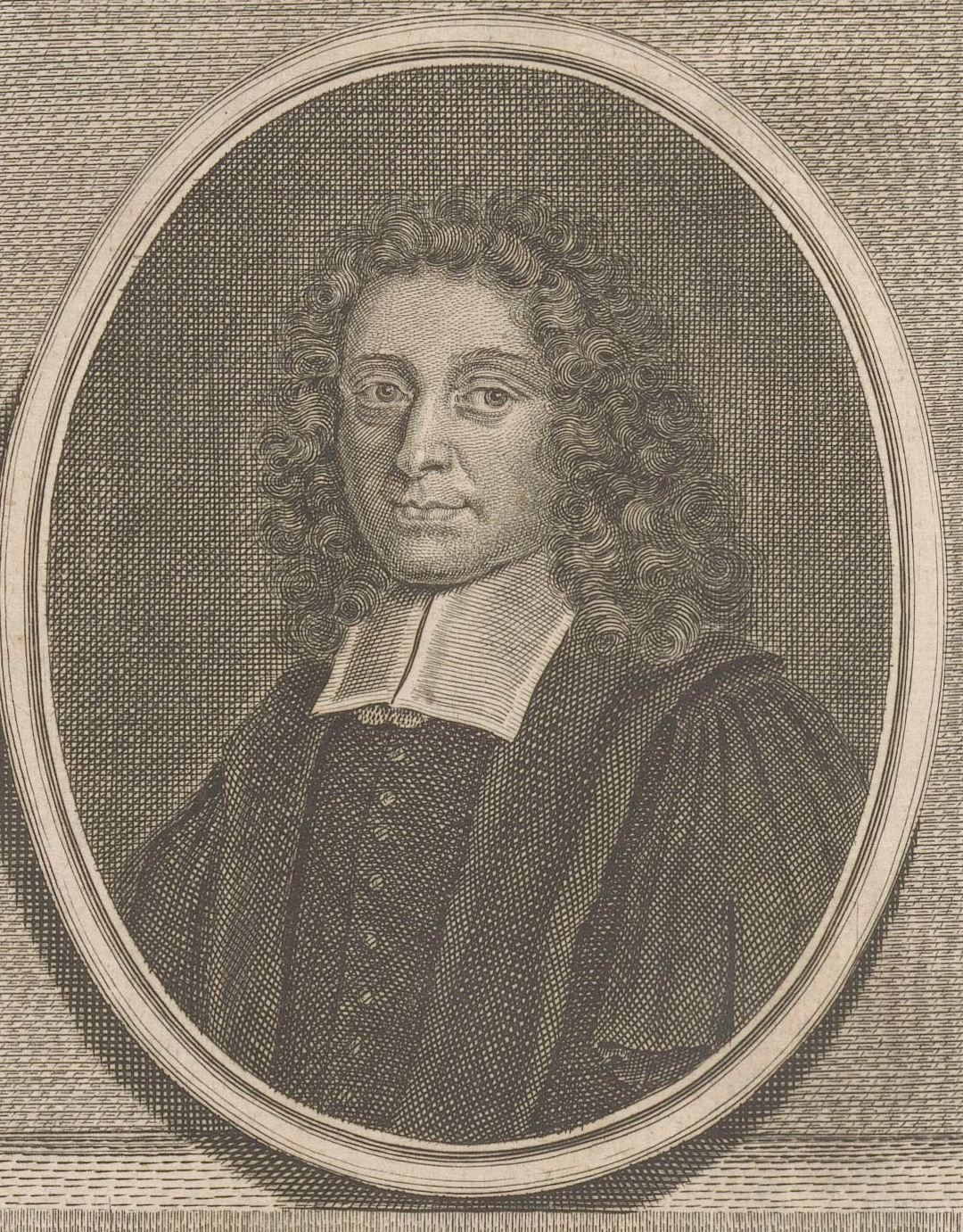
Étienne Chauvin

Étienne Chauvin (* 18. April 1640 in Nîmes; † 6. April 1725 in Berlin) war ein hugenottischer Pastor, Philosoph und Zeitungsverleger.
Unter dem Schutz des Edikts von Nantes war er hugenottischer Pastor in Montpellier, später in Bézier, anschließend in Uzès.
Am 18. Oktober 1685 widerrief König Ludwig XIV. das Edikt von Nantes insgesamt im Edikt von Fontainebleau (Édit de Fontainebleau). Damit wurden die französischen Protestanten aller religiösen und bürgerlichen Rechte beraubt. Innerhalb weniger Monate flohen Hunderttausende, vor allem in die calvinistischen Gebiete der Niederlande, die calvinistischen Kantone der Schweiz und nach Preußen (Edikt von Potsdam).
Étienne Chauvin musste 43 Tage Haft im Gefängnis von Grenoble verbringen, bevor er mit seiner Frau und fünf Kindern aus Frankreich verbannt wurde.
Étienne Chauvin zog sich nach Rotterdam zurück, wo er einige Jahre lang Prediger an der wallonischen Kirche war.
Von der Notwendigkeit gezwungen, sich und seine Familie zu ernähren, gründete er hier ein Pensionat für junge Leute, vertrat im Jahr 1688 Pierre Bayle während dessen Krankheit als Professor der Philosophie und gab von 1694 und 1695 eine gelehrte Zeitschrift heraus, das Nouveau Journal des Scavant dressé à Rotterdam (1694–1698).
1695 ernannte ihn Friedrich I., Kurfürst von Brandenburg zum Pastor und Professor für Philosophie und später zum Inspektor des Französischen Gymnasiums Berlin, wo er als Vertreter des Kartesianismus und als Erforscher der Physik einen beachtlichen Ruf genoss.
Chauvin war Pastor in Béziers, dem Geburtsort Jean Barbeyracs, wo sich die beiden wahrscheinlich kennen lernten. Chauvin war Nachfolger des Vaters von Barbeyrac, Antoine, gewesen. Es wird angenommen, dass die Fürsprache von Chauvin entscheidend zur Berufung des jungen Jean Barbeyrac an das Französische Gymnasium Berlin beitrug. In Berlin gab es eine enge Zusammenarbeit und Vertrautheit zwischen Étienne Chauvin und Jean Barbeyrac. Hierzu gehörte, dass Barbeyrac trotz seines jugendlichen Alters an Chauvins Berliner gelehrter Zeitschrift, dem Nouveau Journal des Sçavants dressé à Berlin parM., mitarbeitete. Chauvin wurde nach längerer Freundschaft Barbeyracs Schwiegervater und schlug ihn 1713 auch zur Aufnahme in die Königlich Preußische Akademie der Wissenschaften zu Berlin vor.

## Veröffentlichungen
- Lexicon Rationale, sive Thesaurus Philosophicus (Rotterdam, 1692; new and enlarged edition, Leeuwarden, 1713)
- Theses de Cognitione Dei (1662)
- Nouveau Journal des Savants (1694–1698).